# Дамаскин (Аскаронский)
Епископ Дамаскин (в миру Дамиа́н Аскаро́нский; 1703, Киев — 1769, Кострома) — епископ Русской православной церкви, епископ Костромской и Галичский.

## Биография
Происходил из среды киевского мещанства; родился в 1703 году. Образование получил в Киевско-Могилянской академии.
Проходил разные послушания в Киево-Печерской Лавре. В 1738 году был пострижен в монашество.
В 1740 году был назначен учителем Новгородской семинарии. С 1743 года — архимандрит Новгородского Деревяницкого монастыря. С 1746 года — ректор Новгородской семинарии и настоятель Новгородского монастыря Антония Римлянина; 11 января 1748 году был освобождён от ректорства и переведён в Хутынский монастырь.
С 7 января 1751 года был архимандритом Валдайского Иверского монастыря.
21 мая 1758 года хиротонисан во епископа Костромского.
В 1759 году открыл в Костромской епархии 6 духовных правлений: в Костроме, Любиме, Нерехте, Плёсе, Судиславле и Солигаличе (до него было только два — в Галиче и Макарьеве).
В 1760 году при каждом из правлений основал малые училища для начального обучения детей; учредил во всех соборах протоиереев и установил десятоначальников (каждому вверил по 10 церквей)) и благочинных надзирателей. В том же году перевёл Костромскую семинарию в пригородный Спасо-Запрудненский монастырь, где устроил для неё новые здания и церковь Введения Богородицы; здесь семинария находилась около 50 лет. После упразднения монастыря в 1764 году все его постройки и церкви отошли к семинарии; число учащихся стало быстро расти. Епископ обновил преподавательский состав киевскими академистами.
Привлекался к суду по делу Арсения (Мацеевича), которому он рецензировал толкование псалмов. Разбор дела подтвердил неправоту Дамаскина и ему Св. Синодом был вынесен выговор.
В 1764 году тяжело заболел «подагрою и хирагою». Болезнь переносил терпеливо.
Когда 14 мая 1767 года в Ипатьевский монастырь прибыла императрица Екатерина II епископ Дамаскин напомнил о значимости обители для рода Романовых: прежде здесь «блаженные памяти предок Вашего Императорского величества, Михаил Федорович… по прошению духовных и мирских, нарочно от царствующего града Москвы, присланных чинов, принял скипетр Российского государства». Он также рассказал императрице предание о спасении Михаила Фёдоровича Иваном Сусаниным.
В июне 1769 года он подал прошение об увольнении на покой, но прежде чем удовлетворили его прошение епископ Дамаскин 16 (27) июля 1769 года скончался. Погребён был 9 августа под Троицким собором, в приделе святого праведного Лазаря, им построенном.
В рукописях остались его толкования на Псалтирь и на все 14 Посланий Св. апостола Павла, которые хранились в библиотеке костромской духовной семинарии.